# Lipsheim
 Lipsheim  es una población y comuna francesa, en la región de Alsacia, departamento de Bajo Rin, en el Distrito de Estrasburgo y cantón de Geispolsheim.

## Demografía
| 443 | 406 | 473 | 593 | 582 | 639 | 590 | 642 | 633 | 633 | 667 | 635 | 623 | 607 | 609 | 576 | 580 | 623 | 635 | 676 | 614 | 646 | 729 | 735 | 735 | 782 | 862 | 1 012 | 1 440 | 1 548 | 1 772 | 2 268 | 2 484 |
| Para los censos de 1962 a 1999 la población legal corresponde a la población sin duplicidades (Fuente: INSEE [Consultar]) |     |     |     |     |     |     |     |     |     |     |     |     |     |     |     |     |     |     |     |     |     |     |     |     |     |     |       |       |       |       |       |       |